# No Friend But the Mountains
No Friend But the Mountains: Writing from Manus Prison (en español, Sin amigos salvo las montañas: escrito desde la prisión de Manus) es un relato autobiográfico del peligroso viaje emprendido por Behrouz Boochani hasta la isla de Navidad y su posterior internamiento en el centro de detención de inmigrantes del Gobierno de Australia en la isla Manus.

## Contexto
El texto del libro fue redactado en un teléfono móvil mediante la aplicación de mensajería WhatsApp, y extraído clandestinamente de la isla Manus en forma de miles de archivos PDF. Fue entonces traducido del persa al inglés por Omid Tofighian, miembro honorario del Departamento de Filosofía de la Universidad de Sídney, y publicado por la editorial Picador a finales de 2018.
En su prefacio a la obra, el novelista Richard Flanagan se refirió a Boochani como «un gran escritor australiano» que había escrito no sólo un «libro extraño y terrible», sino un «relato [que] exige un ajuste de cuentas» por la crueldad para con los inmigrantes detenidos y la destrucción deliberada de sus esperanzas. Flanagan abría su introducción afirmando que «No Friend But the Mountains es un libro que puede reclamar con justicia su lugar en el estante de la literatura carcelaria mundial, junto a obras tan diversas como De profundis de Oscar Wilde, los Cuadernos de la cárcel de Antonio Gramsci, Into the Smother de Ray Parkin, The Man Died de Wole Soyinka y la Carta desde la cárcel de Birmingham de Martin Luther King».
Por su parte, Tofighian anotó en el prefacio del traductor que «el libro, tanto un profundo proyecto de escritura creativa como un acto estratégico de resistencia, es parte de un coherente proyecto teórico y de enfoque crítico».

## Sinopsis y temas
Escrito en prosa y poesía, el relato narra el viaje en barco de Boochani de Indonesia a la isla de Navidad en 2013 y su consiguiente detención en la isla Manus, describiendo las vidas –y muertes– de otros presos, sus rutinas diarias e incidentes varios, y reflexionando acerca del sistema en que se hallan atrapados y los disturbios que tuvieron lugar a comienzos de 2014. Además, hace además observaciones sobre los guardias australianos y la población papú local, y caracteriza a las diferentes personas sobre las que escribe empleando epítetos en lugar de sus nombres reales, con algunas excepciones importantes como la de su amigo Reza Barati, referido también como El Gigante Gentil.
Boochani postula que su prisión es un sistema kiriarcal –un término tomado de la teoría feminista– en el que interseccionan diferentes formas de opresión, la cual no es aleatoria sino intencionada, diseñada para aislar a los reclusos y crear fricciones entre ellos, arrastrándolos a la desesperación y al quebranto de sus espíritus.
En un extenso epílogo, Tofighian presenta y explora con cierto detalle aspectos de las «ideas filosóficas, argumentos e interpretaciones colaborativas desarrolladas por el autor y el traductor» en referencia al «complejo industrial-fronterizo» australiano, que son sólo el inicio de un proyecto multifacético que denominan teoría de la prisión de Manus. En ese sentido, Tofighian sostiene que el bosquejo de aquellos temas es importante porque se inspira en «la formación investigadora, el trabajo intelectual y la visión» de Boochani. La teoría formula la hipótesis de que la prisión como ideología «dificulta o elimina las oportunidades de conocer... tanto las violentas atrocidades como las experiencias únicas vividas por los presos». Boochani se muestra seguro de que el público general no tiene idea de los horrores de la metódica sistemática que es parte integral del sistema, afirma que su objetivo principal es «exponer y comunicar este mismo hecho».

## Proceso de traducción
En un artículo para el medio The Conversation, Tofighian describió el proceso y los retos derivados de la traducción de una obra de este tipo. Arrancando en diciembre de 2016, los apuntes de Boochani pasaban primero al intérprete asesor Moones Mansoubi en capítulos consistentes en un mensaje de texto de entre 9000 y 17 000 palabras. Éste les daba formato y los convertía en documentos PDF, que remitía para que fuesen traducidos al inglés a Tofighian, quien a su vez consultaba regularmente al mismo Boochani a través de WhatsApp. El traductor mantenía reuniones semanales con Mansoubi o con otro investigador iraní de Sídney, al tiempo que Boochani continuaba escribiendo mientras buscaba el consejo de amigos y confidentes literarios tanto de Australia como de Irán.
Tofighian ya había traducido varios artículos de Boochani antes de viajar a Manus para encontrarse con Boochani, poco después de la muerte en 2017 de otro detenido, el músico Hamed Shamshiripour. En su entrevista discutieron matices, cambios, significados y exploraron asimismo ideas y teorías alejadas del texto inmediato, definiendo el traductor su método como experimentación literaria y el proceso como «una forma de actividad filosófica compartida».
Las diferencias estructurales entre los idiomas persa e inglés plantearon uno de los muchos desafíos de la traducción. Boochani emplea además metodología filosófica y psiconalítica para enlazar el comentario político y el relato histórico, a la vez que apoya su narrativa en los mitos y el folclore kurdo, persa y manusiano, en un estilo que Tofighian refiere como «surrealismo horrible». En reflexiones ulteriores, el autor manifestó: «Amo el libro más que cualquier otra cosa que haya producido desde Manus. La colaboración fue fantástica, la disfruté inmensamente. Una profunda experiencia de aprendizaje... Una dulce victoria». Al respecto, Tofighian opinó que «es la cosa más importante en la que he estado nunca involucrado. Ha tenido un profundo impacto en mí, y he aprendido mucho de ti... Tiene unas dimensiones literarias, filosóficas y culturales muy notables».

## Recepción
En una clasificación para el periódico The Age, la obra fue reconocida por cinco prominentes escritores australianos como uno de los mejores libros de 2018. Robert Manne lo citó «casi con total certeza el libro australiano más importante publicado en 2018», y autores como Sofie Laguna, Maxine Beneba Clarke, Michelle de Kretser y Dennis Altman proclamaron sus alabanzas. Louis Klee escribió en The Times Literary Supplement: «En una década de política australiana definida por el derrame de liderazgo –una década derramada, en la que cualquier progreso significativo en las cuestiones que definen a Australia, ya sean asuntos indígenas, política de refugiados o cambio climático, efectivamente se estancaron–, el testimonio de Boochani lo ha elevado a una posición paradójica. A día de hoy bien puede ser la voz política más significativa en un país que jamás ha visitado».
No Friend But the Mountains ganó el premio mejor dotado de Australia, el Victorian Prize for Literature del Wheeler Centre, así como el Victorian Premier's Prize for Nonfiction, fallados ambos el 31 de enero de 2019. Aunque hubo controversia acerca de la elegibilidad de Boochani para ambos premios debido a que la participación anteriormente estaba limitada a ciudadanos de Australia o residentes de forma permanente en el país, los administradores del trofeo concedieron una excepción y los miembros del jurado fueron unánimes en reconocer su excelencia literaria. El director del Wheeler Centre, Michael Williams, expuso que los miembros del jurado habían concluido que el relato de lo que estaba sucediendo en la isla Manus era esencialmente un relato sobre Australia, y que eso «lo hacía completamente consistente con la intención de los premios».
Boochani, durante el discurso de aceptación del galardón vía vídeo, expresó que lo consideraba «una victoria. Es una victoria no sólo para nosotros sino para la literatura y el arte y, sobre todo, es una victoria para la humanidad. Es una victoria contra el sistema que nos ha reducido a números». En una entrevista posterior con el escritor Arnold Zable, el premiado reveló que tuvo muchos pensamientos contradictorios al respecto, pero que veía el fallo como una «declaración política de la comunidad de artes creativas y literarias de Australia, y de todos aquellos que no están de acuerdo con el pensamiento del Gobierno».
En abril de 2019, el libro fue premiado en la categoría «especial» de los New South Wales Premier's Literary Awards, cuyo jurado lo calificó como «una obra literaria sobresaliente por derecho propio», además de ser «extraordinaria por las circunstancias de su producción... [y su]... contenido impactante y convincente».
El 2 de mayo de 2019 se anunció que el texto de Boochani había ganado el Australian Book Industry Award (ABIA) en la categoría de libro de no ficción general del año. El 12 de agosto del mismo año obtuvo también el National Biography Award, y en mayo de 2020 se sumó el premio ABIA al audiolibro del año.

## Publicación en Irán
La traducción al persa de No Friend But the Mountains fue publicada a principios de 2020 por la editorial Cheshmeh Publications, de Teherán, y en abril del mismo año también se lanzó una versión en audiolibro, narrada por el actor Navid Mohammadzadeh y con la autorización de Boochani.

## Adaptación fílmica
En febrero de 2020 se anunció que el libro sería adaptado a un largometraje, producción conjunta de Hoodlum Entertainment, Sweetshop & Green y Aurora Films. La idea de la adaptación partió del guionista y productor Ákos Armont y del productor Antony Waddington, y el rodaje, programado para mediados de 2021, está previsto que se realice mayormente en Australia. Boochani declaró que la película debía cubrir tanto su obra como la de otros compañeros solicitantes de asilo, en tanto que partes constitutivas de la historia de Australia.